# Melsterstraße 14

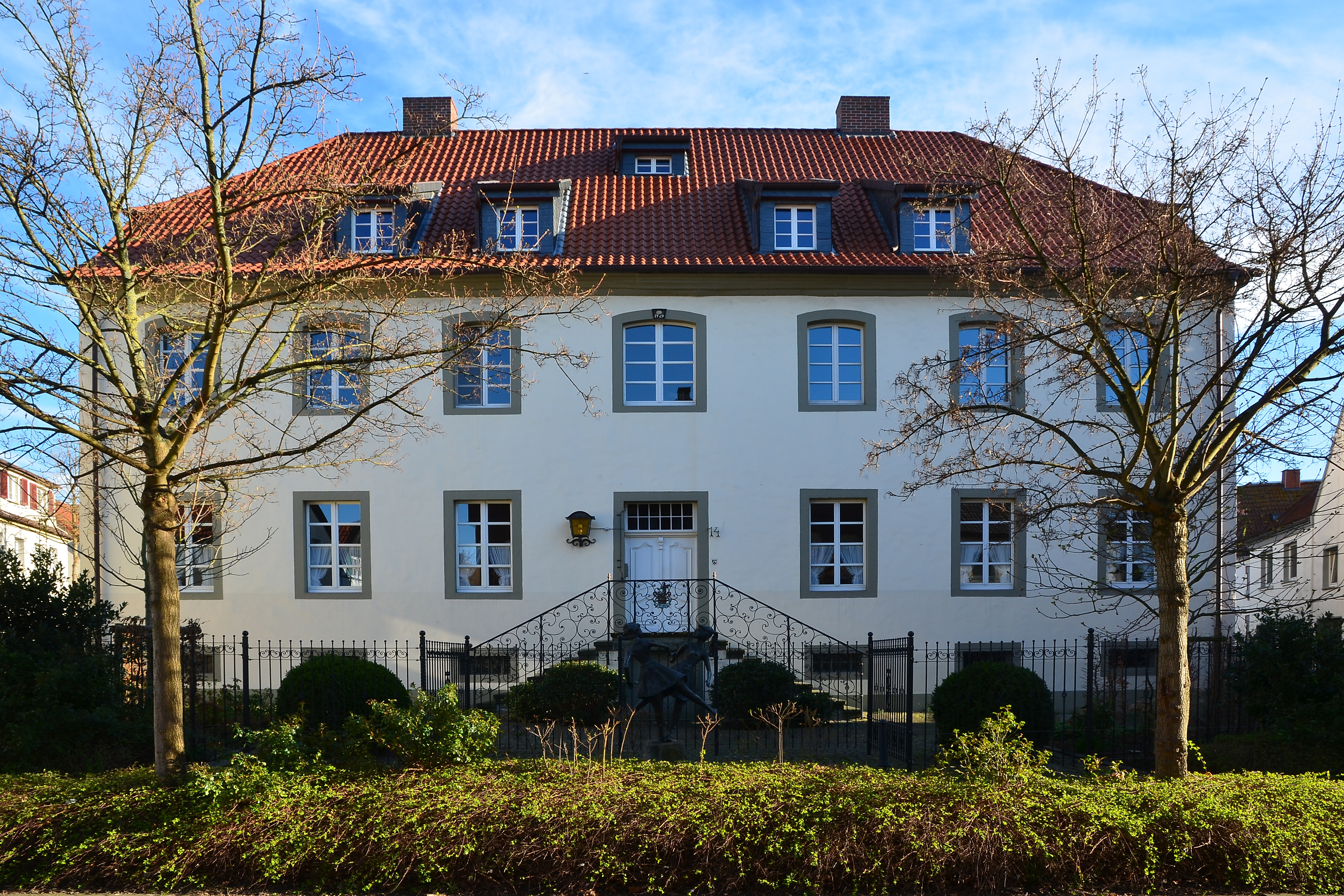
Melsterstraße 14

Das Haus Melsterstraße 14 ist ein denkmalgeschütztes Profangebäude in Werl, einer Stadt im Kreis Soest (Nordrhein-Westfalen).

## Geschichte und Architektur
Der ehemalige Erbsälzerhof wurde von der Erbsälzerfamilie von Lilien bewohnt. Der Putzbau mit einem Schopfwalmdach wurde 1769 errichtet. Das Sockelgeschoss des siebenachsigen Gebäudes ist durchgehend durch Fenster gegliedert. Das Gebäude ist über eine nördlich gelegene Freitreppe begehbar. Hier wurde ein Wappen der späteren Eigentümerfamilie Wiemer angebracht.